# Culture du pays de Galles

Drapeau actuel du Pays de Galles, figurant le dragon rouge gallois.

Le pays de Galles est un pays de Grande-Bretagne constitutif du Royaume-Uni qui a une culture distincte, comprenant sa propre langue (le gallois), ses coutumes, sa politique, ou sa musique.
Bien que partageant de nombreuses coutumes avec les autres nations du Royaume-Uni, le pays de Galles a ses propres traditions et culture distinctes. C'est à partir de la fin du XIXe siècle que le Pays de Galles acquit son image populaire de « pays de la chanson », notamment grâce à la tradition eisteddfod.
Le pays de Galles a comme symbole principal le dragon rouge gallois, les autres emblèmes nationaux étant le poireau et la jonquille.

## Développement de la culture galloise

### Influences historiques
Le pays de Galles a été identifié comme étant habité par des humains depuis environ 230 000 ans, comme en témoigne la découverte d'un Néandertalien sur le site paléolithique de Bontnewydd (en), dans le nord du pays de Galles. Après l'ère romaine, un certain nombre de petits royaumes furent créés dans ce qui est aujourd'hui le pays de Galles. Ces premiers royaumes furent également influencés par l'Irlande; mais peu d'informations relatent l'époque antérieure au VIIIe siècle. Certains de ces derniers étaient ceux de Gwynedd, Powys et Deheubarth.

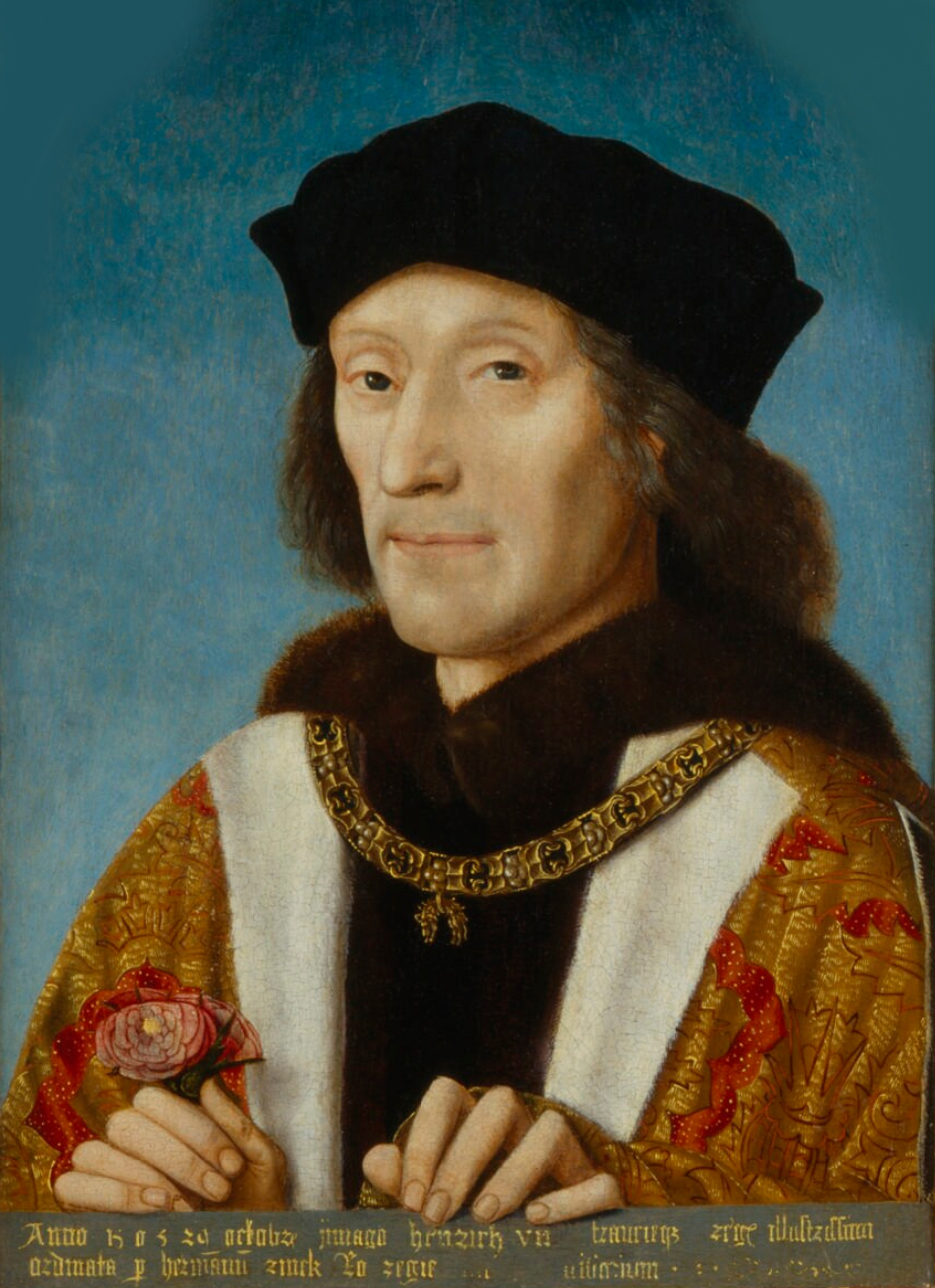
Henry Tudor, descendant des Tudors de Penmynydd, qui devint le roi Henri VII d'Angleterre

Tandis que Rhodri le Grand au XIe siècle était le premier souverain à dominer une grande partie du pays de Galles, ce n'est qu'en 1055 que Gruffydd ap Llywelyn unit les divers royaumes gallois et commence à annexer des parties de l'Angleterre. Gruffydd fut tué, peut-être dans des tirs croisés de ses propres hommes, le 5 août 1063 alors qu'Harold Godwinson cherchait à l'engager dans une bataille. Cet événement eut lieu plus de trois ans avant l'invasion normande de l'Angleterre, qui conduisit à un revers de fortune majeur pour le pays de Galles. En 1070, les Normands connaissaient déjà plusieurs succès lors de leur invasion du pays de Galles, avec la chute du Gwent et le pillage du Deheubarth. L'invasion était certainement complète en 1093.
Cependant, les Gallois se rebellèrent contre leurs nouveaux seigneurs l'année suivante, conduisant dans les décennies suivantes au rétablissement de la plupart des royaumes gallois et à la reconquête de leurs terres. Alors que le Royaume de Gwynedd devenait plus puissant, celui de Powys fut divisé après la mort de Llywelyn ap Madog dans les années 1160 et ne fut jamais réunifié. Llywelyn le Grand, roi de Gwynedd parvint à réunir la plupart du pays de Galles. Après sa mort en 1240, le roi Henri III d'Angleterre intervint pour empêcher Dafydd ap Llywelyn d'hériter des terres de son père en dehors de celle de Gwynedd, conduisant à une guerre. Les revendications de son successeur, Llywelyn ap Gruffudd (dit « le Dernier »), en conflit avec celles du roi Édouard Ier d'Angleterre ; aboutirent à la conquête du pays de Galles par l'Angleterre, qui s'acheva en 1283.
Les Tudors de Penmynydd grandirent en puissance et en influence au cours du XIIIe et XVe siècles, possédant d'abord des terres dans le nord du pays de Galles, mais les perdant après que Maredudd ap Tudur ait soutenu le soulèvement d'Owain Glyndŵr en 1400. Le fils de Maredudd, Owain ap Maredudd ap Tudur, anglicisa son nom pour devenir Owen Tudor, et était le grand-père de Henri Tudor. Henry prit le trône d'Angleterre en 1485, à la fin des guerres des Roses, lorsque ses forces vainquirent celles de Richard III à la bataille de Bosworth Field. La Maison de Tudor a continué à régner pendant plusieurs monarques successifs jusqu'en 1603, quand Jacques Ier (Jacques VI d'Ecosse) de la Maison de Stuart, dont l'arrière-grand-mère était Marguerite Tudor monta sur le trône à la mort d'Élisabeth Ire.

### Identité et nationalisme
Le nationalisme gallois (gallois : Cenedlaetholdeb Cymreig) met l'accent sur le caractère distinctif de la langue, de la culture et de l'histoire galloises et appelle à une plus grande autodétermination pour le pays de Galles, ce qui pourrait inclure des pouvoirs plus dévolus pour l' Assemblée galloise ou une indépendance totale du Royaume-Uni. Alors qu'un sentiment d'appartenance nationale existe au pays de Galles depuis plus de 1500 ans, l'idée que le pays de Galles devrait être un État autonome n'a été évoquée que depuis le milieu du XVIIIe siècle. 

## Symboles
Les symboles nationaux du pays de Galles les plus connus sont le dragon, la jonquille et le poireau. La légende dit que le poireau remonte au VIIe siècle, lorsque le roi Cadwaladr de Gwynedd demanda à ses soldats de porter le légume pendant la bataille contre les Saxons pour faciliter leur identification. Cette même histoire est cependant aussi racontée au XVIIe siècle, mais désormais attribuée à saint David. La première référence certaine du poireau comme emblème gallois fut lorsque la princesse Mary, fille de Henry VIII, fut présentée avec un poireau par le yeoman de la garde le jour de la Saint David en 1537. Les couleurs du poireau furent de plus utilisées pour les uniformes des soldats sous Édouard Ier d'Angleterre.
On dit aussi que Cadwaladr a introduit le dragon rouge gallois, bien que ce symbole ait été très probablement introduit aux îles Britanniques par les troupes romaines qui à leur tour l'avaient acquis des Daces. Cela peut aussi avoir été une référence au mot gallois draig du VIe siècle, qui signifiait "chef". Richard Ier d'Angleterre a pris un étendard de dragon rouge avec lui lors de la troisième croisade. De même, il apparaît sur les pavillons royaux d'Henri VII ou Henri VIII.
Les deux symboles étaient populaires auprès des rois Tudor, Henry VII d'Angleterre (Henri Tudor) ajoutant le fond blanc et vert à l'étendard du dragon rouge, tel donc qu'on le connait actuellement. Il disparaît lors du règne de la Maison Stuart, qui lui préférait une licorne. Aux XVIIe et XVIIIe siècles, il devint une pratique courante en Grande-Bretagne pour la noblesse de porter des poireaux le jour de la Saint-David. En 1807, un dragon rouge « passant » (allongé) se tenant sur un monticule fut adopté comme insigne du roi pour le pays de Galles. À la suite d'une montée du nationalisme gallois en 1953, il fut proposé d'ajouter la devise Y ddraig goch ddyry cychwyn (« le dragon rouge prend la tête ») au drapeau. Cela fut mal accueilli et six ans plus tard, la reine Élisabeth II intervint pour mettre en place le drapeau actuel.
La jonquille connut un développement plus récent, devenant populaire au cours du XIXe siècle. Elle peut avoir été liée au poireau; la jonquille se disant en gallois  « cenhinen Bedr ») ce qui peut se traduire par « le poireau de Saint-Pierre ». Au cours du XXe siècle, la jonquille a grandi en popularité jusqu'à rivaliser avec la prééminence du poireau en tant que symbole du pays de Galles. Le premier ministre David Lloyd George veilla à ce que la jonquille ait sa place dans l'investiture d'Édouard, prince de Galles.

Le costume traditionnel gallois et le chapeau gallois étaient bien connus au XIXe et au début du XXe siècle. La princesse Alexandrina Victoria (future reine Victoria) s'est fait confectionner un chapeau lors de sa visite au pays de Galles en 1832. Le chapeau fut popularisé par le tableau Salem de Sydney Curnow Vosper en 1908, mais son utilisation avait alors déjà déclinée depuis des décennies. 

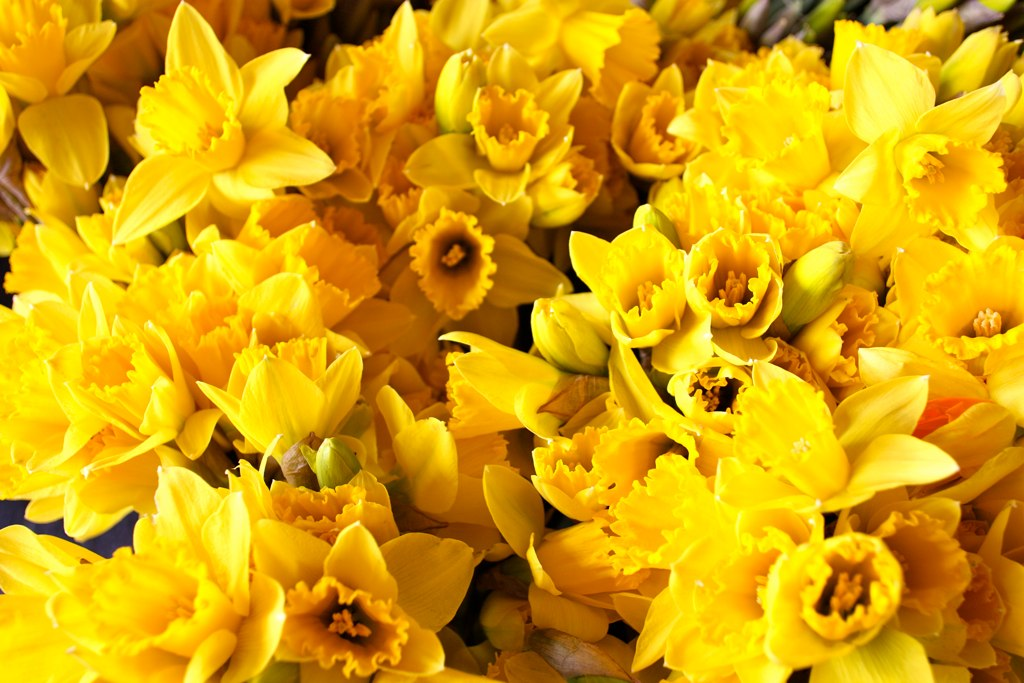
Des jonquilles lors de la Saint David.
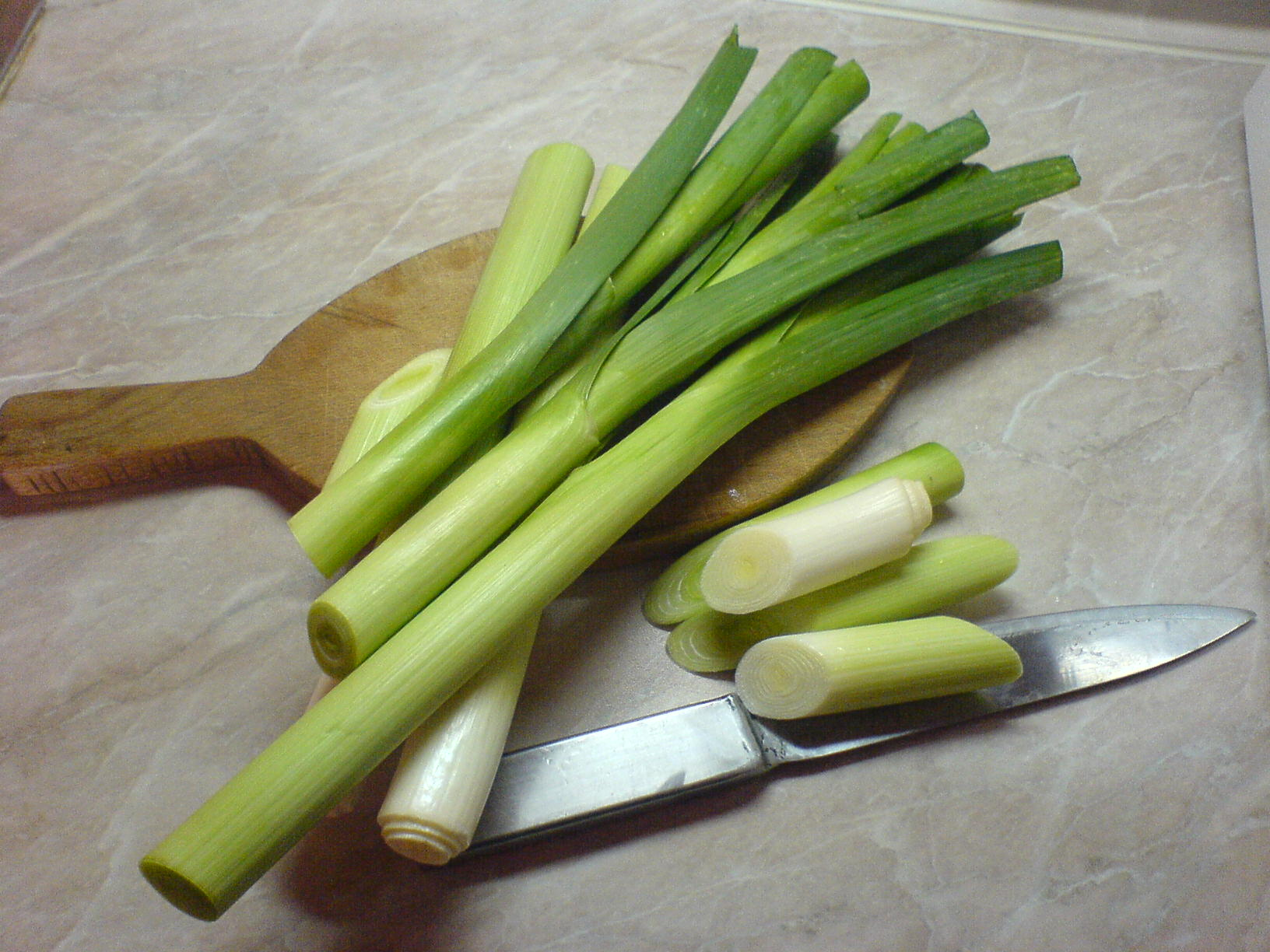
Le poireau, autre symbole du pays de Galles
Le dragon gallois (en gallois : y ddraig goch).
Pavillon royal du Roi Henri VII d'Angleterre.
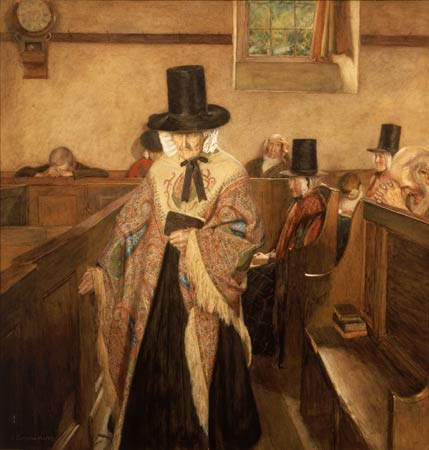
Salem, aquarelle par Sydney Curnow Vosper, 1908. La figure centrale de Siân Owen est habillée en costume traditionnel gallois.

## Langue
Les deux principales langues du pays de Galles sont l'anglais et le gallois. Au fil des siècles, la langue galloise a été un facteur central dans la conception du pays de Galles en tant que nation. Elle est la langue celtique la plus parlée, et 19 % des gallois le parleraient.

## Religion

Le drapeau de Saint David.

Avant l'occupation romaine, la religion dominante au pays de Galles était une religion païenne celtique, dirigée par les druides. On sait peu de choses sur les traditions et les cérémonies, mais Tacite, dont les affirmations étaient parfois exagérées, déclara avoir accompli des sacrifices humains : il affirma qu'en 61 après J.-C., un autel d'Anglesey était "trempé du sang de leurs prisonniers". Le christianisme fut introduit au pays de Galles par les Romains, et après avoir abandonné les îles britanniques, il a survécu dans le sud-est du pays de Galles à Hentland. Au VIe siècle, ce fut le lieu de naissance de Dubricius, le premier saint celtique.
La religion la plus pratiquée au pays de Galles est le christianisme, avec près de 58 % de la population se désignant comme chrétienne lors du recensement de 2011. Les religions non chrétiennes ont relativement peu d'adeptes au pays de Galles, les musulmans représentant 1,5 % de la population tandis que les hindous et les bouddhistes représentent chacun 0,3 % au recensement de 2011. Plus de 32 % de la population du pays de Galles ne s'est pas apparenté à une religion. Une recherche menée en 2007 par l'organisation Tearfund a montré que le pays de Galles avait la plus faible fréquentation d'églises moyenne au Royaume-Uni, avec 12 % de la population y assistant régulièrement.

## Festivals
Le saint patron du pays de Galles est Saint David, Dewi Sant en gallois. Le jour de St. David est célébré le 1er mars. Certains gallois demandent que ce jour soit férié au pays de Galles. Les autres jours ayant été proposés comme commémorations publiques nationales sont le 16 septembre (le jour de la rébellion d'Owain Glyndŵr) et le 11 décembre (la mort de Llywelyn ap Gruffudd).
Il existe différents festivals saisonniers traditionnels au pays de Galles :
- Calan Gaeaf (un festival semblable à Halloween ou Samhain le premier jour de l'hiver)[32],[33].
- Gŵyl Fair y Canhwyllau (littéralement Festival des bougies de Marie, soit la Chandeleur; coïncidant également avec Imbolc)[34].
- Calan Mai (Premier jour de mai et considéré premier jour de l'été. Il est similaire à la fête celtique de Beltaine)[35].
- Calan Awst (Le 1er août, équivalent à Lammas et Lughnasa)[36].
- Gŵyl Mabsant, célébré par chaque paroisse en commémoration de son saint natal, souvent marqué par une foire[37].
- Dydd Santes Dwynwen, un équivalent gallois de la Saint-Valentin[38].
- Calennig est la fête du Nouvel An gallois, célébrée dans la journée du 1er janvier. On fête aussi Hen Galan, qui se tient le 13 janvier, comme du temps où le calendrier julien était en vigueur au Royaume-Uni[39].

## Arts et médias

### Arts visuels
De nombreuses œuvres d'art celtique ont été trouvées au pays de Galles. Au début de la période médiévale, le christianisme celtique du pays de Galles a participé à l' art insulaire des îles britanniques. Un certain nombre de manuscrits enluminés, probablement d'origine galloise, ont survécu, dont les plus notables sont les évangéliaires de Hereford du VIIIe siècle et de Lichfield. Le psautier de Ricemarch du XIe siècle (maintenant à Dublin) est certainement gallois, fabriqué à St David's, et présente un style insulaire tardif avec une influence viking inhabituelle.
Les meilleurs des quelques artistes gallois des XVIe et XVIIIe siècles avaient tendance à quitter le pays de Galles pour peindre, mais au XVIIIe siècle, la consécration de la peinture de paysage dans l'art anglais les y fit rester. De plus, cela amena un afflux d'artistes étrangers venant peindre les paysages gallois. Le peintre gallois Richard Wilson (1714–1782) est sans doute le premier grand paysagiste britannique, mais est plutôt plus remarquable pour ses paysages italiens que pour ses gallois, bien qu'il en ait peint plusieurs lors de visites depuis Londres.

Le barde, 1774, de Thomas Jones (1742-1803)

Il est resté difficile pour les artistes dépendant du marché gallois de subvenir à leurs besoins jusqu'au XXe siècle. Une loi du Parlement en 1854 prévoyait la création d'un certain nombre d'écoles d'art dans tout le Royaume-Uni, et de l'Ecole d'Art de Cardiff ouverte en 1865. Les diplômés devaient encore très souvent quitter le pays de Galles pour travailler, mais Betws-y-Coed est devenu un centre populaire pour les artistes et son regroupement d'artistes a aidé à former la Royal Cambrian Academy of Art en 1881. Le sculpteur Sir William Goscombe John a réalisé de nombreuses œuvres pour des commandes galloises, bien qu'il se soit installé à Londres. Christopher Williams, dont les sujets étaient pour la plupart résolument gallois, était également basé à Londres. Thomas E. Stephens et Andrew Vicari eurent des carrières très réussies en tant que portraitistes, basés respectivement aux États-Unis et en France. Sir Frank Brangwyn était d'origine galloise, mais passa peu de temps au pays de Galles.

### Littérature
On note deux ensembles littéraires majeurs au pays de Galles, la littérature celtique et la littérature de langue anglaise.

### Musique
Le pays de Galles est connu comme le « Pays de la Chanson ». Le chant fait partie de l'identité galloise, dont sont célèbres ses chœurs et l'eisteddfod, la plus grande compétition de poésie et de chant en Europe.
On peut remonter la tradition bardique de l'eisteddfod au XIIe siècle. Le chant, la poésie chantée ou la musique ont depuis des siècles une grande importance au pays de Galles.

### Cinéma
- Cinéma gallois (en)

### Média
- Madia en pays de Galles (en)
- Liste de journaux en pays de Galles (en)

## Cuisine

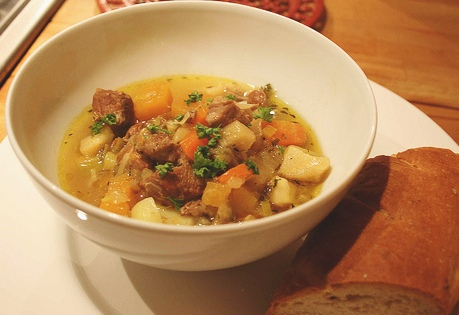
Le Cawl, un plat gallois de viande et de légumes

Le pays de Galles n'est pas considéré comme ayant une forte identité culinaire; certaines personnes considèrent qu'il n'y a «pas de nourriture galloise». On dit que la cuisine galloise est semblable à la cuisine anglaise. Cependant, il existe des variations régionales observées à travers le pays de Galles, qui peuvent être attribuées historiquement à la disponibilité de certains produits dans des régions spécifiques du pays.
L'élevage bovin représente la majorité de la production agricole du pays de Galles. La viande bovine galloise est protégée par le droit de l'Union européenne, ce qui signifie qu'elle doit être produite et abattue au pays de Galles. Le mouton du pays de Galles, élevé dans les régions montagneuses, est populaire dans le reste du Royaume-Uni depuis le 16e siècle. À la fin du 20e siècle, il y avait plus de 11 millions de moutons au pays de Galles.
Le Cawl est considéré comme le plat national gallois;  c'est un bouillon de viande et de légumes cuit lentement. Traditionnellement, c'était un plat riche en légumes,  mais maintenant il est plus susceptible de contenir du bœuf ou de l'agneau.
Le welsh, ou welsh rarebit, est un plat gallois à base de cheddar consommé dans le nord de la France.
Une autre utilisation du fromage dans un plat gallois traditionnel se retrouve dans la saucisse Glamorgan, qui est une saucisse sans peau faite de fromage et de poireau ou d'oignon de printemps, qui est ensuite roulée en forme de saucisse avant la friture,.